# 霍阿德爾山
47°10′59″N 11°16′54″E / 47.18306°N 11.28167°E

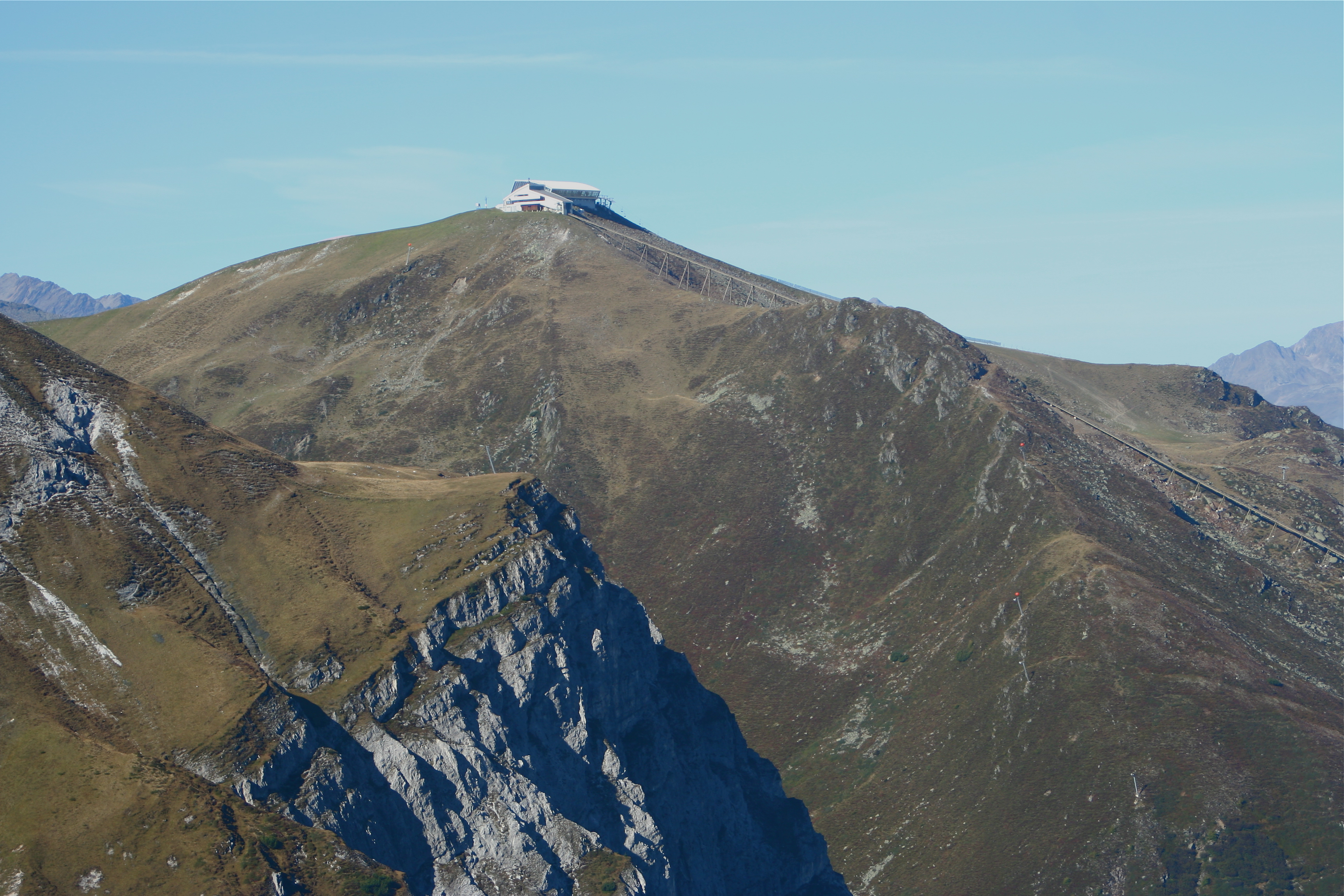

霍阿德爾山（德語：Hoadl），是奧地利的山峰，位於該國西部，由蒂羅爾州負責管轄，屬於斯圖拜阿爾卑斯山脈的一部分，距離霍赫滕峰1.5公里，海拔高度2,340米。